# 拉苏瓦县
拉苏瓦县，又译热索瓦县（羅馬化：Rasuwa Jilla，Listenⓘ），是巴格马蒂省的13个县之一，也是尼泊尔77个县之一。该县以Dhunche为县治，占地面积1,544平方公里，人口（2011年）为43,300。其地区邮局 (DPO) 的拉苏瓦DPO代码为45000。全区共有5个邮局。根据 2011年人口普查，拉苏瓦区总家庭数为9,778户。它是尼泊尔喜马拉雅地区16个县中面积最小的一个县。

## 词源
该地名原名为“拉索瓦”（Rasowa），据信源于两个藏语单词“ra”（羔羊）和“sowa” （放牧），因为该地以羔羊和牧场而闻名。

## 旅游

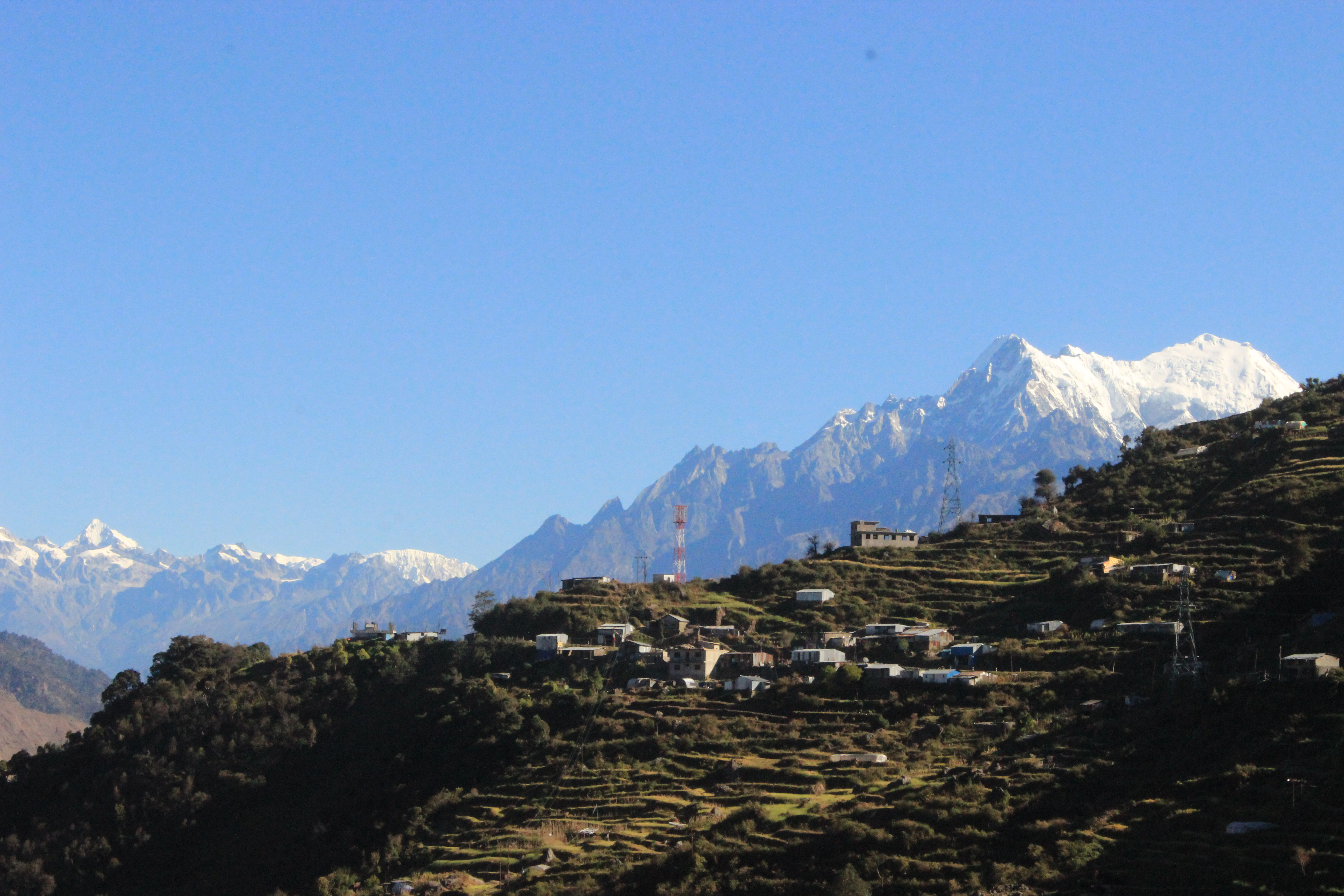
拉苏瓦位于喜马拉雅地区

拉苏瓦县拥有丰富的自然资源，这是尼泊尔政府矿业与地质部所确认的。郎塘山脉位于拉苏瓦的北部，该地区北部大部分属于朗塘国家公园范围。拉苏瓦的主要旅游亮点包括：戈萨因库达湖（Gosainkunda Lake）、冈加拉垭口（Ganja La Pass）以及Bridim的塔芒族村庄（Tamang village）。其中，戈萨因库达湖又称“冰湖”，是郎塘地区的一座高山湖泊。在这一地区分布有大约 108 个“库达”（Kundas，即圣湖），其中以萨拉斯瓦蒂库达（Saraswati Kund）、贝拉布库达（Bhairab Kund）、苏里亚库达（Surya Kund）和戈萨因库达（Gosainkunda）最为重要。
朗塘山谷是拉苏瓦的另一个景点，它被恰当地称为冰川山谷；群山耸立，直冲云霄。山谷中有松树林、湍急的山溪、崎岖的岩石和白雪皑皑的山峰、长满草的丘陵和散布着雏菊和野生动物的草地。

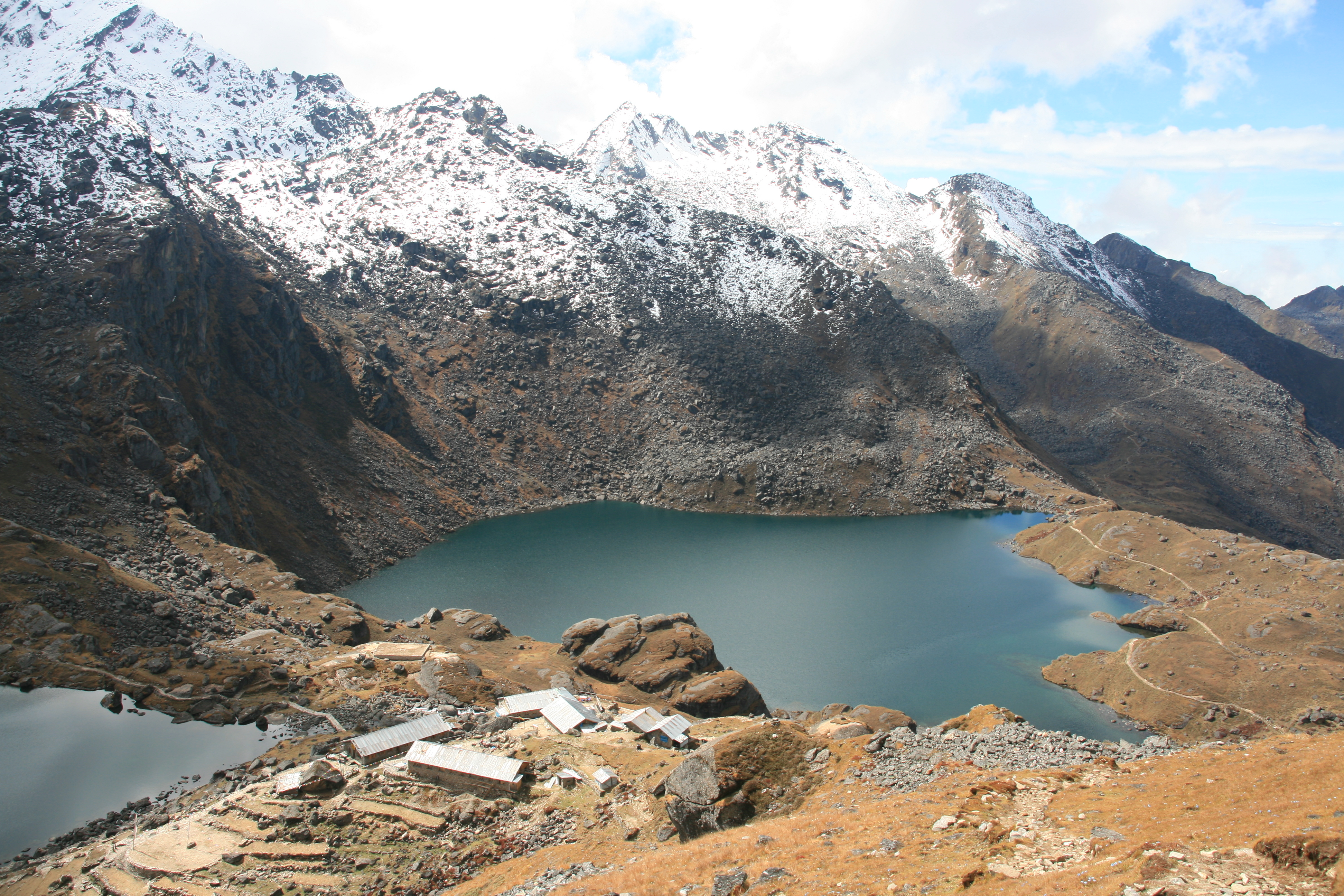
戈塞库达湖是尼泊尔朗塘国家公园内的一座高山淡水贫营养湖。

拉苏瓦县提供许多简单和困难的徒步旅行路线，如朗塘谷徒步旅行、戈塞昆达徒步旅行、塔芒遗产徒步旅行、朗塘环线徒步旅行，这些路线宣传了这些地方的当地特色，也得到了尼泊尔旅游局和尼泊尔徒步旅行协会的认可。